# 3094 Chukokkala
3094 Chukokkala este un asteroid din centura principală, descoperit pe 23 martie 1979 de Nikolai Cernîh.